# Rhodostrophia subrufa
Rhodostrophia subrufa är en fjärilsart som beskrevs av W. Warren 1897. Rhodostrophia subrufa ingår i släktet Rhodostrophia och familjen mätare. Inga underarter finns listade.